# Icatu (kommun)
Icatu är en kommun i Brasilien.   Den ligger i delstaten Maranhão, i den nordöstra delen av landet, 1 500 km norr om huvudstaden Brasília. Antalet invånare är 25 147.
Följande samhällen finns i Icatu:
- Icatu

Omgivningarna runt Icatu är huvudsakligen savann. Runt Icatu är det glesbefolkat, med 8 invånare per kvadratkilometer.